# Zabrotica clarkei
Zabrotica clarkei är en tvåvingeart som beskrevs av Hull 1958. Zabrotica clarkei ingår i släktet Zabrotica och familjen rovflugor.
Artens utbredningsområde är Peru. Inga underarter finns listade i Catalogue of Life.